# Marsbacken
Marsbacken är en kulle i Sjundeå i Finland. Kullen ligger i byn Svartbäck nära Sjundeå FBK nordväst om sjön Tjusträsk. Marsbacken är känd för gravröset från bronsåldern och gravröset från järnåldern som ligger på kullen. Fornlämningen är skyddat av Museiverket.
Gravröset från bronsåldern omnämndes i skriftliga källor första gången år 1913. År 1927 mätte man att gravrösets diameter är 17 meter och att det är drygt 1 meter högt.
Gravröset från järnåldern har byggts på en liten avsats söder om en skogsväg. Rösets diameter är ungefär 12 meter och det är cirka 1 meter högt. Det är också möjligt att det här gravröset är från bronsåldern.